# Mošna (Zbytiny)
Mošna (německy Jandles) je osada pod stejnojmenným kopcem u obce Zbytiny v okrese Prachatice. Nachází se v katastrálním území Koryto. Ještě v roce 1930 zde stálo 19 domů a žilo 88 obyvatel, v roce 1946 byla vysídlena a časem zpustla. Z původní zástavby se zachoval hospodářský dvůr a k němu přibyla jedna novostavba.